# The lair
The Lair és una pel·lícula d'acció i terror del 2022. Ha estat subtitulada al català.

## Sinopsi
Quan un pilot de la Royal Air Force és abatut sobre l'Afganistan, troba refugi en un búnquer subterrani on es desperta una mortal meitat humana i meitat alienígena.

## Crítica
Variety va escriure: "No hi ha moments avorrits, encara que tampoc de veritablement memorables. És una pel·lícula més trepidant que emocionant, i molt menys espantosa. Però avança a un ritme ràpid que demostra l'habilitat del director per a la posada en escena i el ritme d'acció esquitxada." Rotten Tomatoes va escriure "The Lair no acaba tan espectacularment com comença; però això només vol dir que és una bona imatge de gènere i no una gran."